# World Darts Trophy
De World Darts Trophy of WDT was een jaarlijks terugkerend dartstoernooi dat werd gehouden in de Vechtsebanen in Utrecht. De eerste editie van het toernooi dateert van 2002. Het werd doorgaans in september georganiseerd.
Na 2007 viel voor zowel voor de IDL als voor de World Darts Trophy het doek.

## Geschiedenis
Tot en met 2006 werd de IDL georganiseerd door de BDO. Vanaf 2006 werden echter naast de 27 beste darters van de BDO ook de vijf beste darters van de PDC uitgenodigd.
In 2007 werkte de organisatie van de WDT (en de International Darts League) als onafhankelijke organisatie, zodat de beste darters ter wereld, van zowel de BDO als de PDC, aan het toernooi zouden kunnen deelnemen. Hierdoor waren er dat jaar niet 32, maar 56 deelnemers: 28 van elke bond. Het toernooi startte een dag eerder met een voorronde. Hierin streden de 32 spelers die niet bij de top 12 van hun bond zaten om een plekje in het hoofdtoernooi.
Op de World Darts Trophy werd in 2006 ook een jeugdtoernooi gehouden, dat bekendstaat onder de naam Grand Slam Junior WDT, om zo meer aandacht te besteden aan het jeugddarten. Dit toernooi werd gehouden ter vervanging van het vrouwentoernooi, dat van 2002 tot en met 2005 naast het mannentoernooi werd gespeeld.
De World Darts Trophy werd door SBS6 op televisie uitgezonden. Het toernooi werd in 2007 gesponsord door Bullit Energy Drink en had een totale prijzenpot van meer dan 200.000 euro.

### Mannen
| Jaar | Winnaar                        | Sets  | Runner-up            |
| ---- | ------------------------------ | ----- | -------------------- |
| 2002 | Tony David (97,80)             | 6 – 0 | Tony O'Shea (90,48)  |
| 2003 | Raymond van Barneveld (104,91) | 6 – 2 | Mervyn King (98,07)  |
| 2004 | Raymond van Barneveld (94,71)  | 6 – 4 | Martin Adams (91,50) |
| 2005 | Gary Robson (91,50)            | 6 – 4 | Mervyn King (88,80)  |
| 2006 | Phil Taylor (102,21)           | 7 – 2 | Martin Adams (94,77) |
| 2007 | Gary Anderson (103,32)         | 7 – 3 | Phil Taylor (102,30) |

### Vrouwen
| Jaar | Winnaar                    | Sets  | Runner-up                      |
| ---- | -------------------------- | ----- | ------------------------------ |
| 2002 | Mieke de Boer (68,52)      | 3 – 1 | Crissy Howat (64,83)           |
| 2003 | Trina Gulliver (83,01)     | 3 – 1 | Francis Hoenselaar (80,07)     |
| 2004 | Francis Hoenselaar (85,20) | 3 – 1 | Anastasia Dobromyslova (76,77) |
| 2005 | Karin Krappen (75,69)      | 3 – 1 | Francis Hoenselaar (71,94)     |

### Jeugd
| Jaar | Winnaar        | Legs  | Runner-up    |
| ---- | -------------- | ----- | ------------ |
| 2006 | Ron Meulenkamp | 6 – 1 | Sven van Dun |